# Municipio de Upplands Väsby
El Municipio de Upplands Väsby (Upplands Väsby kommun) es uno de los municipios de Suecia en la provincia de Estocolmo en el centro este de Suecia. Allí está asentada la localidad de Upplands Väsby, con una población de 35,977 (2005).Otra población de importancia es Löwenströmska lasarettet con 507 habitantes para ese mismo año.
El municipio fue creado en conexión con la reforma municipal sueca de 1952, cuando los municipios rurales Ed, Fresta y Hammarby fueron fusionados. El nombre proviene de un establecimiento que se había desarrollado alrededor del ferrocarril.
El nombre "Väsby" conocido se puede atestiguar (como “Vesby”) a partir del siglo XIII. El prefijo “Upplands” vino a ser utilizado por la estación postal en 1919 como una forma de separarlo de otros "Väsby" en el país. El municipio entonces fue nombrado “Upplands-Väsby” por una época, pero el guion ahora se ha quitado.
Upplands Väsby está localizado entre la capital Estocolmo y el gran aeropuerto internacional de Arlanda, y la mayoría de las líneas de ferrocarril atraviesan el municipio.
Por este moyivo, es un importante nodo de comunicación hacia el tren "Upptåget", un nuevo servicio del ferrocarril que se dirige al norte hacia Arlanda, Upsala y llega hasta el final del camino a la ciudad de Gävle, interconectando con las líneas regionales de Estocolmo (Stockholms pendeltåg).

## Geografía
La tierra se cubre con un buen suelo, bosques y morrenas. La parte occidental es una ensenada del lago de origen glaciar Mälaren, que también marca la frontera con el municipio de Upplands-Bro. 
Hay también en el municipio otras áreas acuáticas, tales como corrientes y lagos pequeños. Uno de ellos es el pequeño río Väsbyån, que atraviesa Väsby, en el cual los peces Aspius aspius no son frecuentes.

## Historia

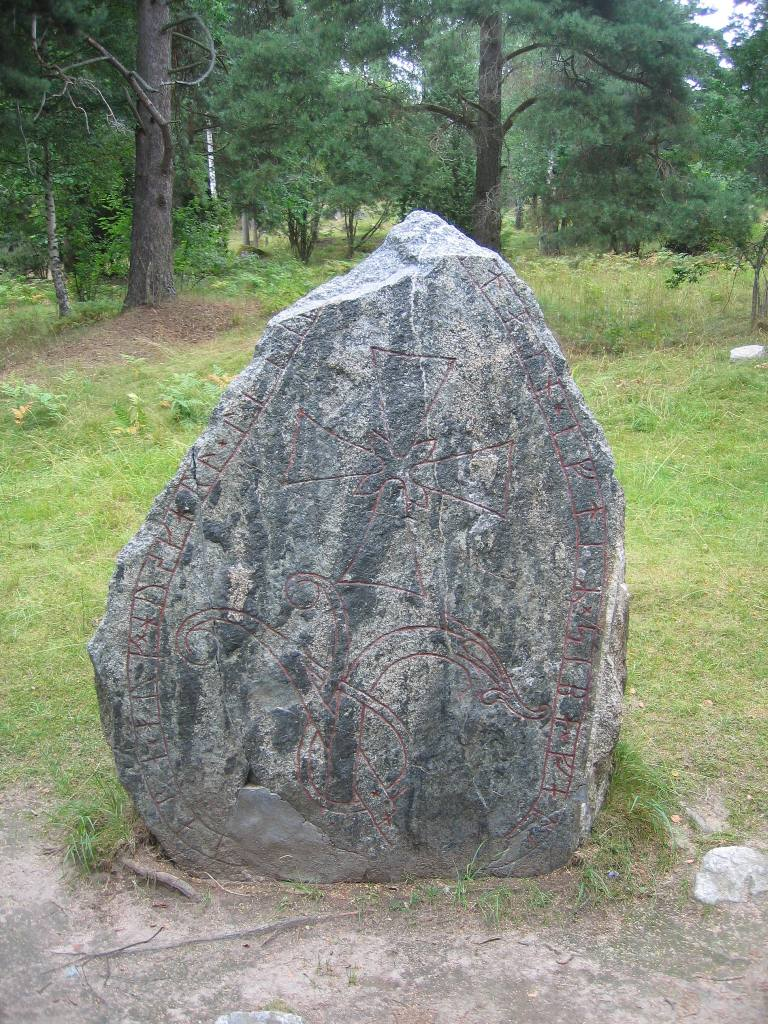
Piedra con inscripción rúnica

Localizada en la provincia histórica de Uppland el municipio tiene remanentes de la Edad de Piedra. 
Piedras rúnicas y hachas de la Edad de Bronce han sido también halladas. El número de inscripciones rúnicas encontradas ronda los 76.

## Curiosidades
Cuando fue construido en Väsby el Väsby Centrum en 1972, un centro comercial que contiene actualmente unas 60 tiendas, la población creció marcadamente. El mall está experimentando actualmente un gran aumento; con 20 almacenes nuevos abiertos para la primavera de 2007, lo que ha traído un total del mall de hasta 80 tiendas.

## Imágenes

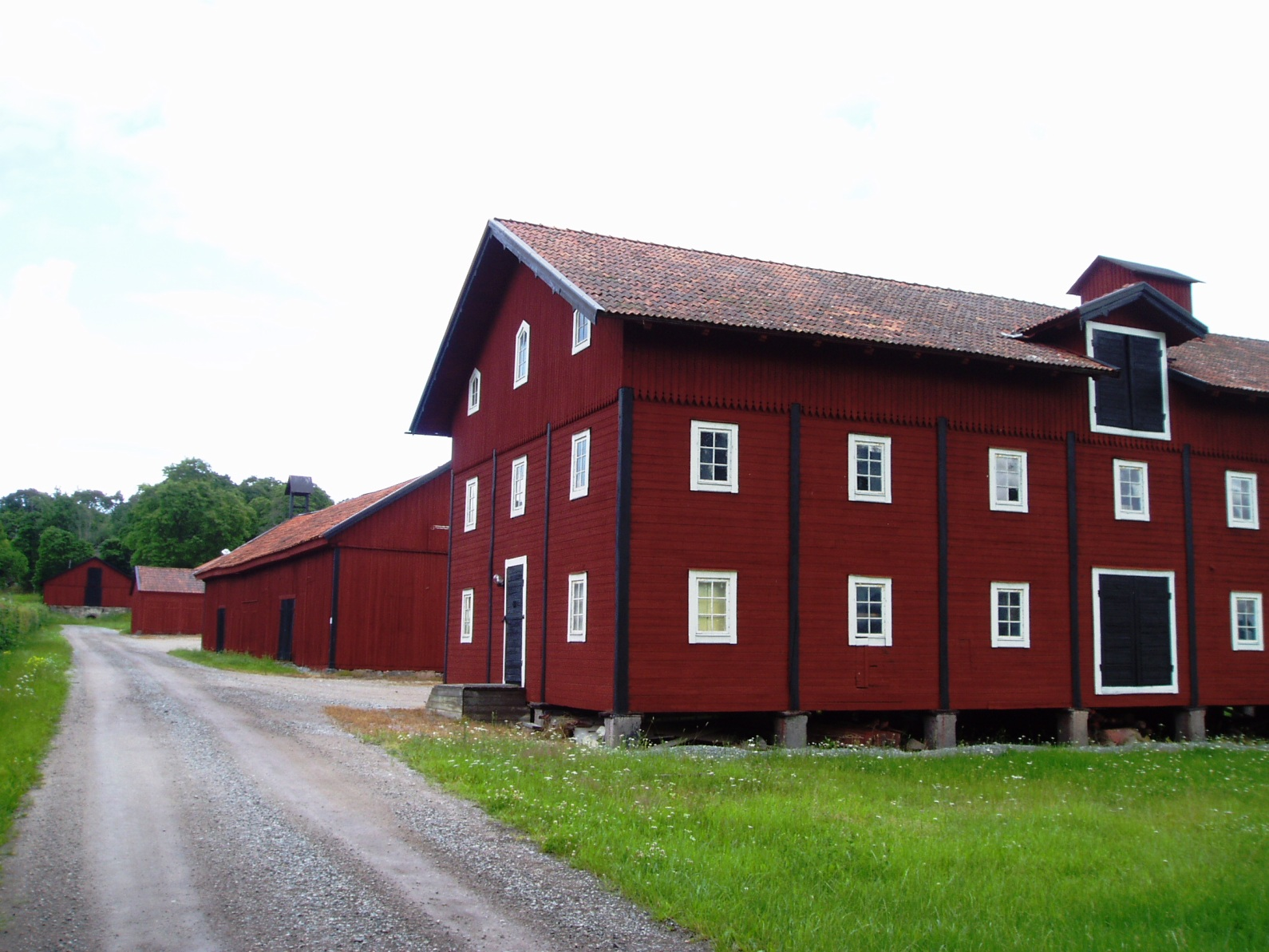
La granja de Antuna es un antiguo señorío en el municipio de Upplands Väsby en la rivera meridional del lago Edsjön. Hoy se utiliza para la agricultura.

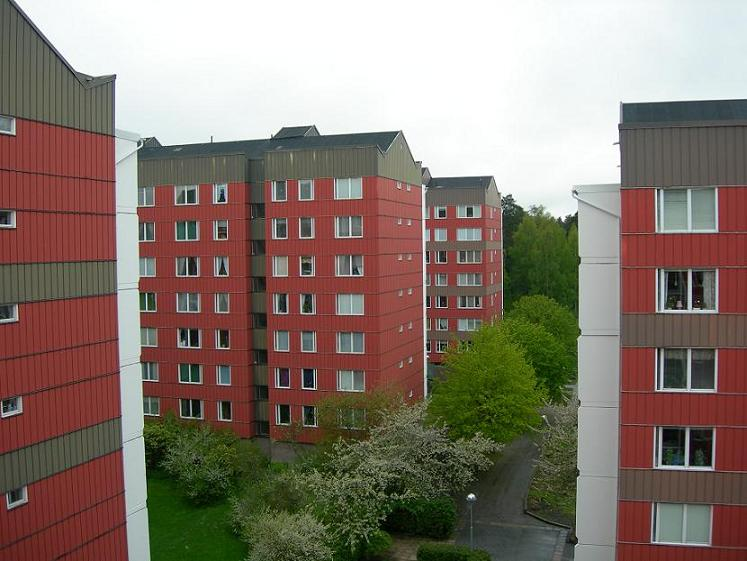
Upplands Väsby

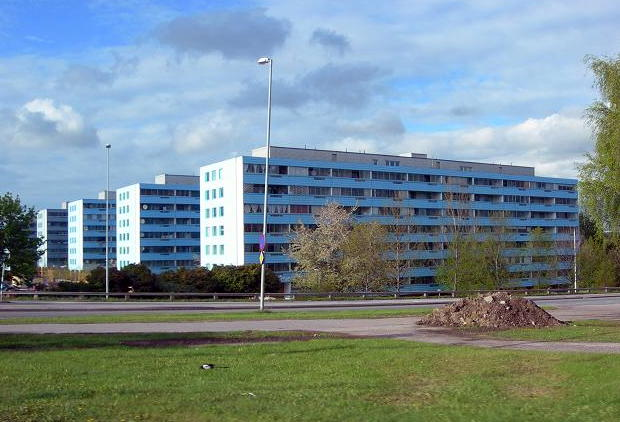
Upplands Väsby

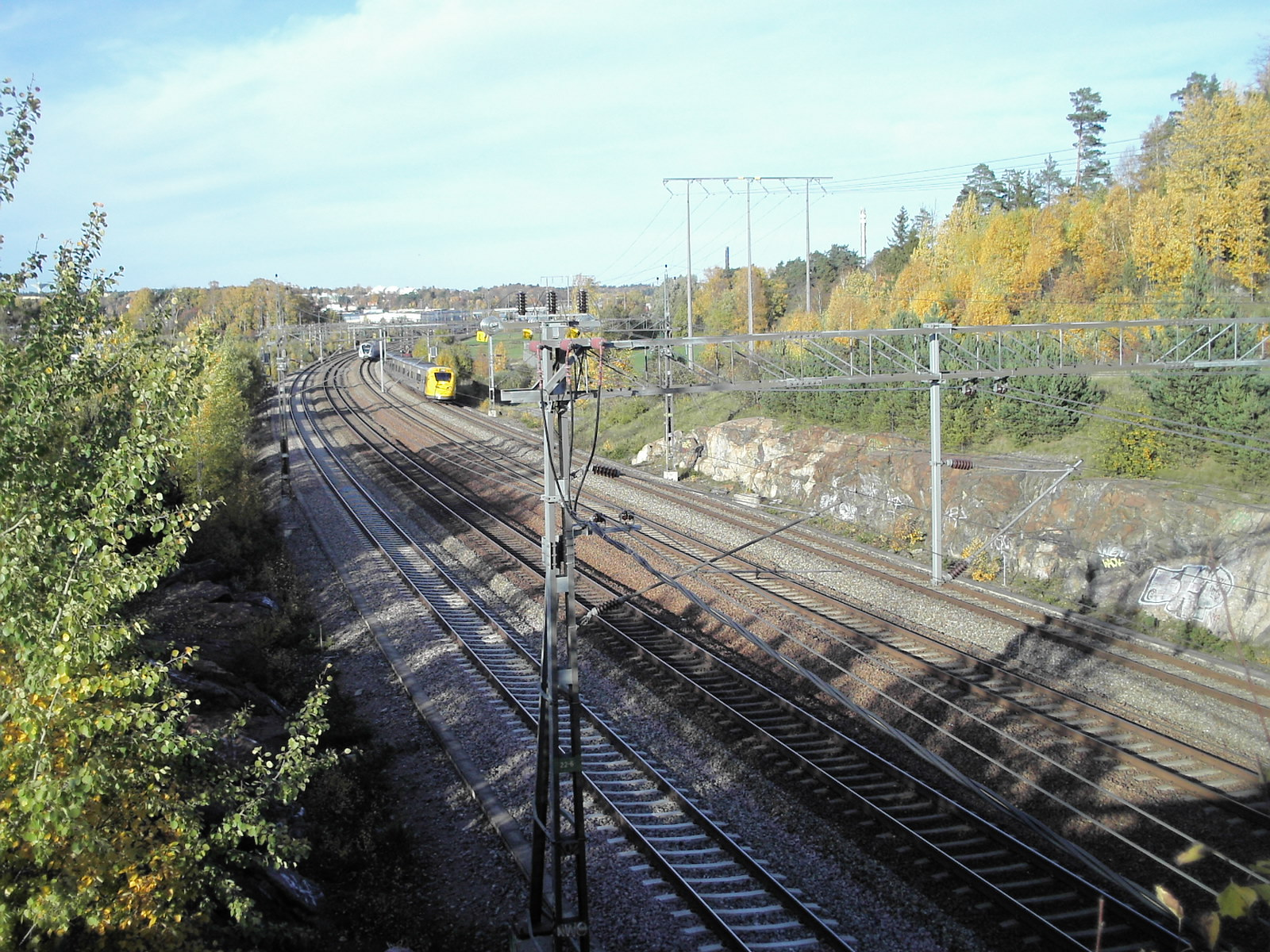
Red ferroviaria en Upplands Väsby

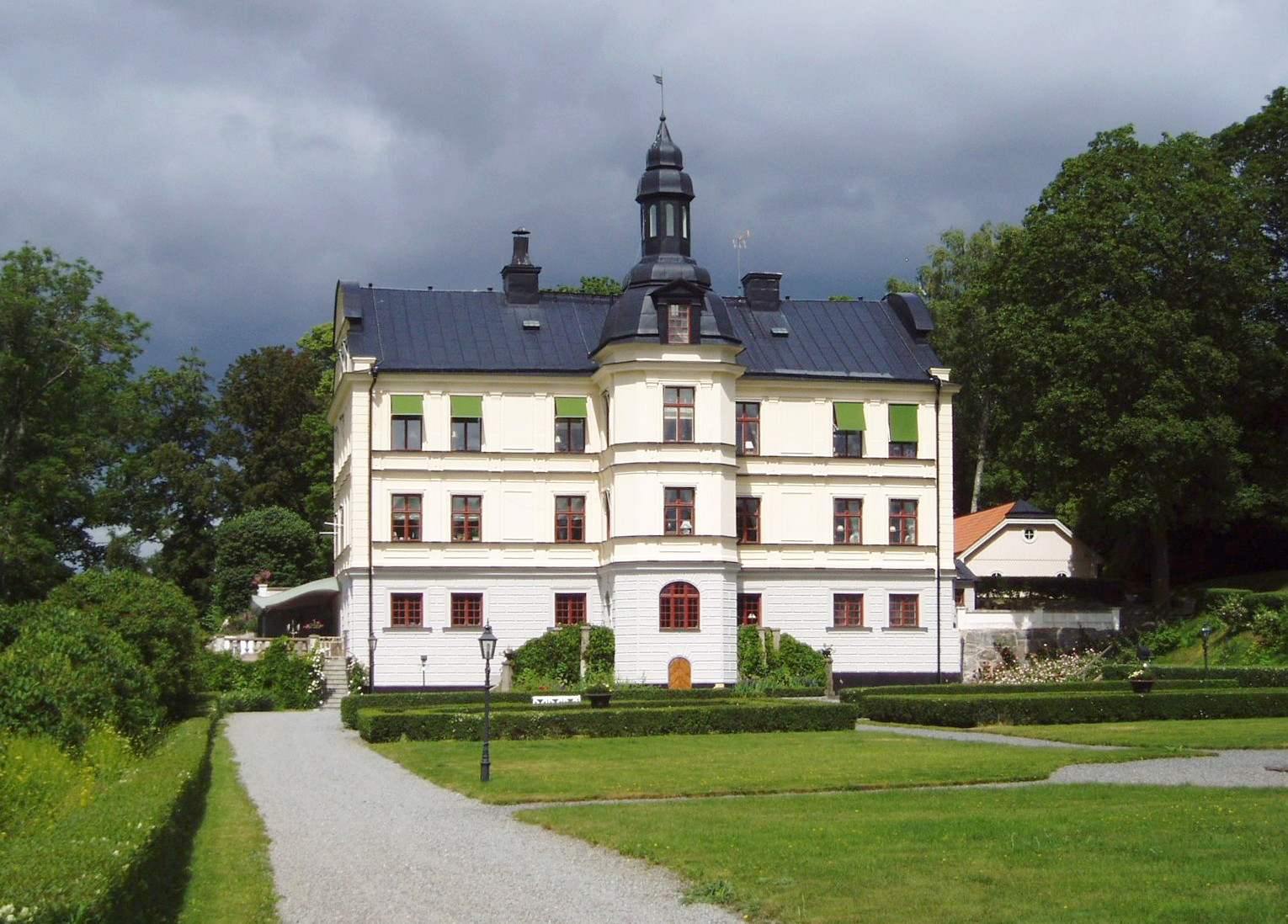
Castillo de Torsåker